# The Hessian Renegades
The Hessian Renegades er en amerikansk stumfilm fra 1909 af D. W. Griffith.

## Medvirkende
- Owen Moore
- Linda Arvidson
- Kate Bruce
- William J. Butler
- Verner Clarges